# Млада фронта
„Млада фронта“ (на чешки: Mladá fronta, в превод „Млад фронт“) е бивш чехословашки всекидневник. В периода 1945 – 1953 г. е издаван от едноименното издателство, после до края на 1989 г. директно от комунистическата младежка организация, независимо от едноименното издателство, от януари до август 1990 г. отново от издателство Mladá fronta. От септември 1990 г., след законовото прехвърляне на собствеността на имуществото на Комунистическата партия и Чехословашкия младежки съюз към държавата, базата му е приватизирана от акционерното дружество MAFRA, основано от бивши служители на вестника, и то започва да издава ежедневник с подобно име – Mladá fronta DNES.
Идеята за младежко издателство се заражда по време на Втората световна война в нелегалното Младежко движение за свобода с усилията на формиран от кръг от левите интелектуалци, водени от Яромир Хоржец, Сергей Мачонин или Ян Гросман. За целта те откриват печатница на улица „Панска“ в Прага, където по време на войната излиза нацисткият всекидневник Der Neue Tag и която първоначално е принадлежала на важния германски всекидневник Prager Tagblatt. Заглавието Mladá fronta е вдъхновено от предвоенното списание на левите студенти Mladá kultura. Първият му брой излиза на 9 май 1945 г.
След национализацията на печатниците, през 1953 г. „Млада фронта“ става печатен орган на ЦК на Чехословашкия младежки съюз, а от 1964 г. е стопанска организация. През 1970 г. всекидневникът става орган на ЦК на Социалистическия младежки съюз, който е негов пряк издател. Всекидневникът с тираж от над 300 000 екземпляра става четвъртият най-четен всекидневник след „Руде право“.